# Jerôme Philippe Coss
Jerôme Philippe Coss (* 13. Juli 1975) ist ein kapverdischer Skirennläufer.

## Karriere
Coss gab sein internationales Renndebüt am 13. November 2021 bei einem FIS-Riesenslalom in Sulden. 2023 nahm er als erster kapverdischer Athlet an Alpinen Skiweltmeisterschaften teil. Bei den Wettkämpfen in Courchevel/Méribel belegte er im Slalom den 73. Platz. Im Riesenslalom schied er aus.
Coss ist hauptberuflich Professor für Naturwissenschaften an einem Gymnasium in Bourg-Saint-Maurice.

## Erfolge

### Weltmeisterschaften
- Courchevel/Méribel 2023: 73. Slalom, DNF Riesenslalom